# 西郷隆秀
西郷 隆秀（さいごう たかひで、1907年1月7日 - 1985年4月24日）は、日本の学校経営者。学校法人拓殖大学理事長、顧問。

## 略歴
鹿児島県鹿児島市出身。西郷菊次郎の三男。1931年3月拓殖大学商学部卒業。1954年から拓殖大学評議員、理事。1955年3月から1964年6月まで拓殖大学理事長を3期務める。矢部貞治拓殖大学総長と戦後の学園復興を進めた。拓殖大学顧問や国際協力技術研修財団理事長なども務めた。1985年4月24日心肺不全で死去（78歳没）。

## 著名な親族
- 祖父：西郷隆盛（陸軍大将）
- 祖母：愛加那
- 父：西郷菊次郎（京都市長）
- 兄：西郷隆治（柔道家）
- 弟：西郷準（学生野球選手）

## その他
拓殖大学では同大学の『西郷隆秀顕彰記念外国人留学生奨学金』の創設者として知られる。また八王子キャンパスの購入仮契約の際の理事長でもある。